# Lyncina
Lyncina là một chi ốc biển, là động vật thân mềm chân bụng sống ở biển trong họ Cypraeidae, họ ốc sứ

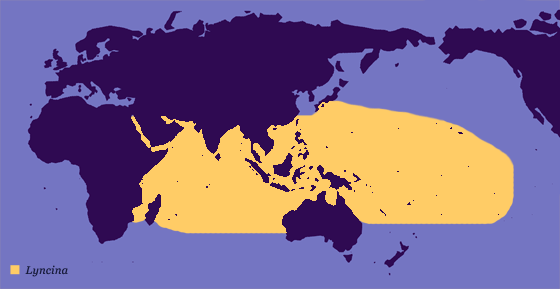
Bản đồ phân bố của chi Lyncina

## Các loài
Các loài thuộc chi Lyncina bao gồm:
- Lyncina argus (L. 1758)[2]: đồng nghĩa của Arestorides argus
- Lyncina aurantium (Gmelin, 1791)[3]
- Lyncina broderipii Gray in Sowerby, 1832
- Lyncina camelopardalis (Perry, 1811)[4]
- Lyncina carneola (Linnaeus, 1758) [5]
- Lyncina kuroharai (Kuroda & Habe, 1961)[6]
- Lyncina leucodon (Broderip, 1832)[7]
- Lyncina leviathan Schilder & Schilder, 1937
- Lyncina lynx (Linnaeus, 1758)
- Lyncina nivosa (Broderip, 1827)
- Lyncina porteri (Cate, 1966)
- Lyncina vitellus (Linnaeus, 1758)

## Hình ảnh

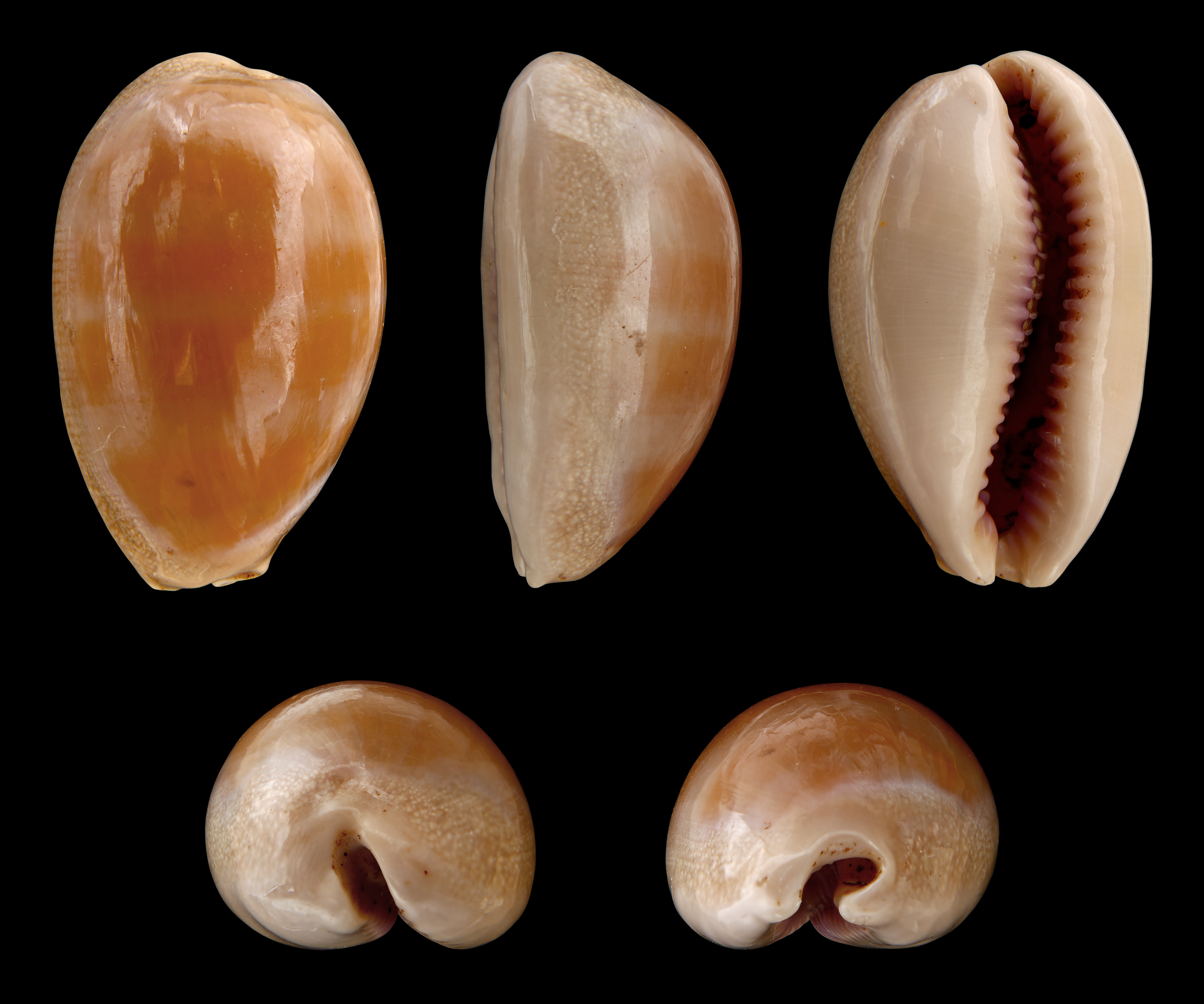